# Зундман, Карл
Карл Фритьоф Сундман (швед. Karl Frithiof Sundman; 28 октября 1873, Каскё, Великое княжество Финляндское — 28 сентября 1949, Хельсинки, Финляндия) — финский математик и астроном, нашедший в 1906—1912 годах общее аналитическое решение задачи трёх тел в виде сходящихся рядов (в 1913 году эти исследования были отмечены премией Финской академии наук).

## Биография
Родился 28 октября 1873 года в Каскё в Великом княжестве Финляндском.
В 1893 году он поступил в Шведский реальный лицей в Гельсинфорсе и затем окончил Гельсингфорский университет, получив степень доктора философии в 1903 году.
Работал в Хельсинском университете с 1907 года, был профессором астрономии в 1918—1941 годах. .
Сундман прославился после того, как в 1912 году представил общее решение задачи трёх тел. В 1913 году за свои исследования получил приз от Французской академии наук, а в 1947 году избран иностранным членом Шведской королевской академии наук.
Скончался 28 сентября 1949 года в Хельсинки.
В честь него назван кратер на Луне, а также астероид 1424 Зундмания (1937 AJ).

## Труды
- Cундман К. Мемуар о задаче трех тел (фр. Mémoire sur le problème des Trois Corps) // Acta mathematica. Bd. 36. P. 14-179 (1912)